# Тесна кожа 5
Тесна кожа 5, познат под називом Бесна кожа, недовршени је, полузванични наставак филмског серијала Тесна кожа. Премијера филма је најпре била очекивана 2013. (када је филм сниман) или најкасније 2014. године, што није остварено, а до одустајања продукције дошло је после смрти глумца Николе Симића. Додатно, услед материјалних проблема, само снимање је прекинуто већ после двадесет дана.. Сценарио и режију овог филма потписивали су Милан Живковић, а продуцент је био Александар Младеновић. Августа 2023. године, један од главних глумаца серијала  Тесна кожа, Гојко Балетић потврдио је да су снимани наставци, односно пети и шести део филма, као и пет епизода телевизијске серије од планираних дванаест.  Такође, изјавио је да се снимљени материјал чува, али да не зна шта ће се са њим десити, као и да је било планова да се на основу тога филм оживи, иако су у међувремену неки од главних глумаца преминули (чиме би се вероватно заокружио филмски серијал).

## Потешкоће и контроверзе
Пројекат нема званично одобрење творца и пређашњег сценаристе, Синише Павића. Наиме, у току снимања филма дошло је до сукоба око ауторских права између овог драмског писца и продуцентске куће „Гама“, а судски пораз потоње је према неким изворима условио промену назива филма, као и имена главних јунака. Интересантно је да је поред Милана Гутовића, који је тумачио Шојића и у „Белој лађи“ (коју је напустио пре снимања последњег циклуса), у улози Пантића поново требало да се појави Никола Симић, који је неколико година раније одбио да настави рад на сродној улози у пређашњој серији (Симић је у међувремену преминуо). У циклус је требало да се врате и они глумци, који су тумачили чланове Пантићеве породице и блиског окружења и раније.
Касније је Милан Гутовић најавио да се после дужег времена наставља снимање 2016. године, међутим, то до сада није остварено. Исти глумац је потом и 2017. године изјавио како су преговори и договори око наставка снимања стални, али како они не дају резултата.
Пројекат је требало да обухвати и још један филм, "Тесна кожа 6", као и телевизијску серију. Снимљени садржај у продукцији Прве српске телевизије никада није емитован. После четврте епизоде Прва ТВ је одустала од сарадње, након чега је прекинуто снимање. Потом је продуцент Александар Младеновић водио спор са ТВ Прва, који је и добио, али снимање још увек није настављено.

## Наводна радња
Према тврдњама упућених, радња филма је требало да донесе анахронизам и велике разлике спрам сродне серије „Бела лађа“.
После више од двадесет година, Пантићева породица је повећана, сад су ту снахе, зет и унуци: Милица и Филип, a ту је и свастика (Јелисавета Саблић). Пантић је и даље млађи референт, а Шојић директор предузећа. Тајкун звани Регионални из Хрватске долази у Србију и ступа у сумњиве „дилове“ са бизнисменима међу којима је и Шојић. Као и у претходним филмовима „Тесне коже“, и у овом је требало да се истакне значај једне певачице, a овог пута је изабрана Јелена Розга.

### Разлике у односу на „Белу лађу“
- Пантић је у филму још увек запослен, док је у серији увелико пензионисан и бави се продајом еротског веша.
- Шојић је у филму директор предузећа и бави се бизнисом, док је у серији званично пензионисан, основао је странку и бави се политиком.
- Имена Пантићеве деце, која су била измењена у серији, поново су иста као и у ранијим филмовима.
- У серији, Пантић има тројицу унука, Мићу и Филипа (Фићу; од сина Маринка), односно Кићу (од кћерке Мирјане). У филму има, пак, двоје унучади – Милицу и Филипа, те свастику и зета.
- Подстанарка Сузана, која не постоји у „Белој лађи“, поново се појављује.

## Улоге
| Глумац               | Улога                    |
| -------------------- | ------------------------ |
| Никола Симић         | Димитрије „Мита” Пантић  |
| Милан Гутовић        | Срећко Шојић             |
| Ружица Сокић         | Персида „Сида” Пантић    |
| Даница Максимовић    | Мира Пантић              |
| Гојко Балетић        | Бранко Пантић            |
| Александар Тодоровић | Александар „Саша” Пантић |
| Јелица Сретеновић    | подстанарка Сузана       |
| Јелисавета Саблић    | свастика                 |
| Јелена Розга         | певачица                 |
| Слободан Ћустић      | Тајкун Регионални        |
| Ђорђе Бранковић      | Бобан                    |
| Љубомир Бандовић     |                          |
| Зоран Цвијановић     |                          |
| Богољуб Митић        | Ђоша                     |
| Југослава Драшковић  |                          |
| Наташа Марковић      |                          |

## Наставак серијала
Милан Гутовић изјавио је у октобру 2020. године говорећи за Прву ТВ да су направљени преговори да писац Миленко Вучетић напише наставак приче о Шојићу (који је утемељио оваj лик у драми Барабе
), односно да пише "оно што је био нуклеус" за филмски серијал Тесна кожа као и ТВ серију Бела лађа.
Глумац је тада рекао да је снимање филма у припреми, а да остали детаљи попут назива и радње још увек нису познати. Ипак, на крају је одлучено да се сними нова телевизијска серија са потпуно различитим ликовима (у односу на Тесну кожу) под називом Дон Гилић која је требало да садржи преко стотину епизода. Милану Гутовићу је био додељен лик Пироћанца Гилића (лик је коришћен у тумачењу Шојића, те са њим има сличности).